# Atrichopogon ochrosoma
Atrichopogon ochrosoma är en tvåvingeart som först beskrevs av Ingram och John William Scott Macfie 1921.  Atrichopogon ochrosoma ingår i släktet Atrichopogon och familjen svidknott.
Artens utbredningsområde är Ghana. Inga underarter finns listade i Catalogue of Life.